# NUX
Nux is een historisch merk van motorfietsen.
Nux motorfahrzeug GmbH, Berlin-Lichterfelde (1924-1925).
Kleine Duitse producent van 170cc-tweetakten met eigen motorblokken.